# Boqueirão (kommun)
Boqueirão är en kommun i Brasilien.   Den ligger i delstaten Paraíba, i den östra delen av landet, 1 600 km nordost om huvudstaden Brasília. Antalet invånare är 16 889.
Följande samhällen finns i Boqueirão:
- Boqueirão

Omgivningarna runt Boqueirão är huvudsakligen savann. Runt Boqueirão är det glesbefolkat, med 17 invånare per kvadratkilometer.